# Parafia Niepokalanego Serca Najświętszej Maryi Panny w Leichhardt
Parafia Niepokalanego Serca Najświętszej Maryi Panny w Leichhardt – parafia rzymskokatolicka, należąca do archidiecezji Brisbane.